# 陳墀 (弘治進士)
陳墀（1468年—？），字德階，號柏厓，福建福州府閩縣人，民籍，明朝政治人物。

## 生平
成化二十二年（1486年）丙午科福建鄉試第十九名舉人。弘治十八年（1505年）中式乙丑科會試第六十一名，三甲第十一名進士。授东莞县知县，赴任時只携带一个仆人，廉以律己，慈以愛民。累升南京户部郎中，正德十五年（1520年）六月升江西布政司左參議，起复陕西左參議，嘉靖四年（1525年）六月升雲南按察司副使，官終贵州按察司副使。

## 家族
曾祖陳週，封監察御史；祖父陳叔剛，翰林院侍讀；父陳爟，母葉氏。永感下。弟陳璽、陳里、陳墇、陳達（同科进士）。